# 林大閭
林大闾（?—?）字剑秋，浙江瑞安人。中华民国政治人物。

## 生平
林大闾早年留学日本。归国后，于宣統元年（1909年）获游學畢業進士。
中华民国时期，1923年至1924年，在高凌霨攝政內閣、高凌霨临时內閣、孙宝琦内阁中任农商次长。